# Stratosfear
Pour les articles homonymes, voir Stratosphère (homonymie).
Albums de Tangerine Dream
Ricochet
(1975) Sorcerer
(1977)
Stratosfear est le 8e album du groupe allemand Tangerine Dream. Il est sorti sur le label Virgin Records en octobre 1976.

## Historique
Stratosfear a été enregistré à Berlin en août 1976 et fut produit par le groupe.
D'après Edgar Froese, il fut très compliqué à enregistrer, notamment à cause du nouveau sequencer de Peter Baumann qui posait des problèmes, des machines qui tombaient en panne, des bandes masterisées qui disparaissaient ou qui étaient effacées et finalement la console qui partit en fumée. Pendant l'enregistrement, Froese vint un jour au studio en jouant de l'harmonica pour dénoncer l'absurdité de la situation avec la technique. Ce qui fut au départ une blague, fut conservé pour le final de 3 AM at the Border of the Marsh from Okefenokee Le groupe a d'ailleurs utilisé d'autres instruments acoustiques sur cet album.
Il est le deuxième album du groupe, après Phaedra en 1974, à entrer dans les charts américains, 158e au Billboard 200. Au Royaume-Uni il se classa à la 39e place des charts.
Cet album est le dernier album studio avec Peter Baumann qui quittera le groupe en 1977 pour se consacrer à une carrière en solo.
L'album sera promu par le single comprenant Stratosfear et The Big Sleep in Search of Hades en versions raccourcies.

## Titres
Face 1
Toute la musique est composée par Franke, Froese, Baumann.
| 1.    | Stratosfear                      | 10:04 |
| 2.    | The Big Sleep in Search of Hades | 4:45  |
| 14:49 |                                  |       |

Toute la musique est composée par Franke, Froese, Baumann.
| No | Titre                                           | Durée |
| -- | ----------------------------------------------- | ----- |
| 3. | 3 AM at the Border of the Marsh from Okefenokee | 8:10  |
| 4. | Invisible Limits                                | 11:40 |

## Single
| No | Titre                                   | Durée |
| -- | --------------------------------------- | ----- |
| 1. | Stratosfear (Edit)                      | 4:14  |
| 2. | The Big Sleep in Search of Hades (Edit) | 3:50  |

## Musiciens
- Edgar Froese : mellotron, synthétiseur Moog, orgue, Grand piano, guitares acoustiques 6 et 12 cordes, guitare basse, harmonica
- Christopher Franke : mellotron, synthétiseur Moog, percussions
- Peter Baumann : synthétiseur Moog, piano électrique Fender Rhodes, mellotron

## Charts & certification
Charts
| Pays        | Durée du classement | Meilleur classement | Date             |
| ----------- | ------------------- | ------------------- | ---------------- |
| États-Unis  | 7 semaines          | 158e                | 30 avril 1977    |
| Royaume-Uni | 4 semaines          | 39e                 | 27 novembre 1976 |

Certification
| Pays        | Certification | Ventes   | Date             |
| ----------- | ------------- | -------- | ---------------- |
| Royaume-Uni | Argent        | 60 000 + | 21 novembre 1977 |